# Rainer M. Holm-Hadulla
Rainer Matthias Holm-Hadulla (* 22. September 1951 in Peine) ist ein deutscher Psychiater, Psychotherapeut und Psychoanalytiker sowie Kreativitätsforscher und Autor.

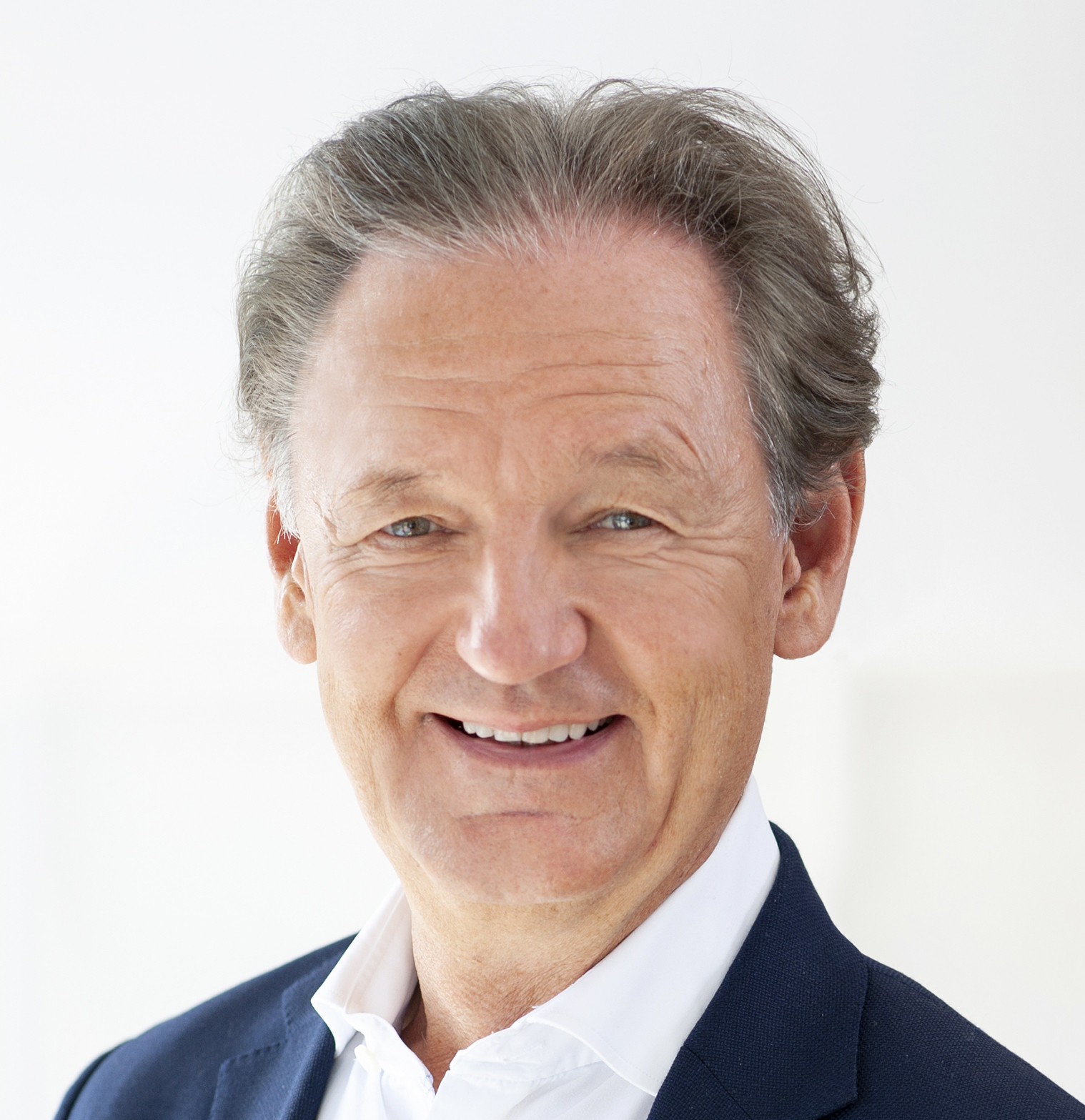
Rainer M. Holm-Hadulla

## Leben
Holm-Hadulla studierte nach dem Abitur, das er im Juni 1970 in Wetzlar erhielt, Medizin und Philosophie an den Universitäten Marburg, Rom und Heidelberg. Er absolvierte 1973 das Physikum in Marburg und schloss das Medizinstudium 1976 mit dem Staatsexamen in Heidelberg ab. Von 1976 bis 1978 war er als Medizinalassistent tätig. 1978 wurde er bei Heinrich Schipperges in Heidelberg promoviert. Von 1979 bis 1986 war Holm-Hadulla im Rahmen seiner Ausbildung zum Facharzt für Psychiatrie, Psychosomatische Medizin und Psychotherapie als Assistenz-, Stations- und Oberarzt sowie in der Lehre am Klinikum der Universität Heidelberg tätig.
Als Stipendiat des Deutschen Akademischen Austauschdienstes (DAAD) war er 1985 erstmals als Gastarzt und Dozent an einem Armenkrankenhaus in Santiago de Chile. Seitdem etwa alle zwei Jahre Lehrtätigkeiten und Forschungsaufenthalte in Südamerika.
Holm-Hadulla war von 1986 bis 2016 Leitender Arzt der Psychosozialen Beratung für Studierende an der Universität Heidelberg. 1996 wurde er in Heidelberg habilitiert. Ende 2002 wurde Holm-Hadulla zum außerplanmäßigen Professor für Psychotherapeutische Medizin der Universität Heidelberg ernannt. Im Jahr 2009 wurde Holm-Hadulla an das Internationale Kolleg Morphomata, Center for Advanced Studies an der Universität zu Köln berufen. 2010 erfolgte eine Berufung an das Marsilius-Kolleg, Center for Advanced Studies an der Universität Heidelberg.
2011 erfolgte eine Berufung als „Investigador Adjunto“ an die Universidad Diego Portales, Santiago de Chile. Im gleichen Jahr wurde Holm-Hadulla Gastprofessor an der Popakademie Baden-Württemberg in Mannheim. Er nahm darüber hinaus Gastprofessuren in Südamerika und China wahr. Im Jahre 2015 wurde er in die Academia Argentina de Ciencias, Psychoanálisis y Psiqiuatría berufen. 2023 erfolgte die Ernennung zum Ehrenmitglied der Academia Chilena de Medicina. Er ist Lehranalytiker in der Internationalen Psychoanalytischen Vereinigung (IPA).
Seit 2015 leitet Holm-Hadulla ein Projekt zu „Frühen Hilfen für Flüchtlingskinder“. Im Rahmen dieses Projekts unterstützen Studierende der Universität Heidelberg die Betreuung von Kindern in dem Ankunftszentrum Patrick Henry Village Heidelberg.
Holm-Hadulla führt seit 2017 eine Praxis für Psychiatrie und Psychotherapie und lehrt weiterhin an der Universität Heidelberg und an verschiedenen psychotherapeutischen Ausbildungsinstituten. Im gleichen Jahr gründete er das Heidelberger Institut für Coaching (hic) mit Beratungen für Einzelpersonen und Institutionen z. B. Deutsches Krebsforschungszentrum (DKFZ) und Heidelberger Institut für Theoretische Studien (HITS). 2024 Übergabe des hic an Nachfolger.
Im Juni 2025 wurde er in Salamanca zum „Doctor Honoris Causa en Derechos Humanos para la Paz“ ernannt.
Seine Forschungsschwerpunkte sind Beratung und Psychotherapie sowie Intelligenz und Kreativität. Zu diesen Themen hat er über 100 wissenschaftliche Einzelpublikationen als Erstautor veröffentlicht.

## Wirken
Nach wissenschaftlichen Forschungen und Publikationen zu psychotischen und depressiven Störungen hat sich Holm-Hadulla auf das Thema der Methodenintegration in der Psychotherapie konzentriert. Neben zahlreichen Einzelartikeln ist dazu 1997 das Buch „Die psychotherapeutische Kunst“ erschienen, das sowohl ins Englische als auch ins Spanische übersetzt wurde. Es fand auch Beachtung in populären Medien, wie SWR Kultur und Deutsches Ärzteblatt. Anhand von 13 Fallgeschichten hat Holm-Hadulla dieses Konzept, das er mit seinen Mitarbeiter:innen und Doktorand:innen erarbeitet hat, in dem Buch "Integrative Psychotherapie" zusammengefasst, das gleichfalls in wissenschaftlichen und populären Medien Resonanz fand.
Von 2020 bis 2024 leitete Holm-Hadulla als affiliierter Professor am Zentrum für Psychosoziale Medizin ein Projekt zu den psychosozialen Folgen der Covid-19-Pandemie. Mit seinen Mitarbeiterinnen und Mitarbeitern konnte er am Beispiel von Studierenden nachweisen, dass die Pandemie-bedingten sozialen Restriktionen zu erheblichen Beeinträchtigungen des psychosozialen Wohlbefindens und zu einem signifikanten Anstieg psychischer Störungen, insbesondere Depressionen, führte. Die Forschungsgruppe konnte aber auch nachweisen, dass sich ein Jahr nach Lockerung der sozialen Restriktionen das psychosoziale Wohlbefinden der Studierenden deutlich gebessert hatte und die psychischen Beeinträchtigungen im Durchschnitt signifikant abgenommen hatten. Die Forschungsergebnisse fanden sowohl in internationalen wissenschaftlichen Journals Resonanz als auch in populären Medien.
Seit 2025 kuratiert Holm-Hadulla das interdisziplinäre Projekt „Create Peace - die Bedeutung von Wissenschaft, Kunst, Sport und Religion für den Frieden“ am Zentrum für Psychosoziale Medizin des Universitätsklinikum Heidelberg.

## Schriften

### Autor
- Die psychotherapeutische Kunst. Hermeneutik als Basis therapeutischen Handelns. Vandenhoeck & Ruprecht, Göttingen 1997, ISBN 3-525-45802-9.
  - Spanisch: El arte psicoterapéutico: La hermenéutica como base de la acción terapéutica. Editorial Herder, Barcelona  1999, ISBN 84-254-2072-5.
  - Englisch: The Art of Counseling and Psychotherapy. Revised and expanded English edition. Karnac Books, London/New York 2004, ISBN 1-85575-946-2.
- Kreativität. Konzept und Lebensstil. Vandenhoeck & Ruprecht, Göttingen 2005. (3., aktualisierte Auflage. 2010, ISBN 978-3-525-49073-0)
- Leidenschaft. Goethes Weg zur Kreativität. Eine Psychobiographie. Vandenhoeck & Ruprecht, Göttingen 2008. (3., erweiterte Auflage. 2019, ISBN 978-3-525-40669-4)
  - Spanisch: La pasión: el camino de Goethe hacia la creatividad. Editorial Universidad Diego Portales, Santiago de Chile 2011, ISBN 978-956-314-137-5.
  - Italienisch: Passione. Il cammino di Goethe verso la creatività. Una psicobiografia. Mimesis Edizioni, Milano 2016, ISBN 978-88-575-3234-9.
  - Englisch: Goethe’s Path to Creativity. A Psycho-Biography of the Eminent Politician, Scientist and Poet. Routledge, London/New York 2019, ISBN 978-1-138-62604-1.
- Kreativität zwischen Schöpfung und Zerstörung. Konzepte aus Kulturwissenschaften, Psychologie, Neurobiologie und ihre praktischen Anwendungen. Vandenhoeck & Ruprecht, Göttingen 2011, ISBN 978-3-525-40433-1.
- Integrative Psychotherapie. Zwölf exemplarische Geschichten aus der Praxis. Klett-Cotta, Stuttgart 2015, ISBN 978-3-608-89158-4. (erweiterte und überarbeitete Neuauflage: Integrative Psychotherapie. Ein schulenübergreifendes Modell anhand von exemplarischen Geschichten aus der Praxis. Psychosozial, Gießen 2021, ISBN 978-3-8379-3057-3)
  - Englisch: The Recovered Voice. Tales of Practical Psychotherapy. Karnac Books, London/New York 2017, ISBN 978-1-78220-398-8.
  - Italienisch: Psicoterapia Integrativa. Un modello interdisciplinare attraverso tredici racconti di pratica psicoterapeutica. Mimesis, Milano 2022, ISBN 978-88-575-8092-0.
- Die kreative Bewältigung von Verzweiflung, Hass und Gewalt – Was wir von Madonna, Mick Jagger & Co. lernen können. Psychosozial Verlag, Gießen 2023, ISBN 978-3-8379-3247-8.
  - Englisch: The Creative Transformation of Despair, Hate and Violence - What we can learn from Madonna, Mick Jagger & Co. Springer International, Cham 2023, ISBN 978-3-031-27384-1

### Herausgeber
- Kreativität. Springer, Berlin 2000, ISBN 3-540-67757-7 (digi.ub.uni-heidelberg.de)
- Psychische Schwierigkeiten von Studierenden. Vandenhoeck & Ruprecht, Göttingen 2001, ISBN 3-525-45896-7.
- mit Andreas Draguhn: Die vielen Gesichter der Depression. Winter, Heidelberg 2015, ISBN 978-3-8253-6440-3.
- mit Gunnar Duttge, Jürgen L. Müller, Melanie Steuer: Verantwortungsvoller Umgang mit Cannabis. Universitätsverlag, Göttingen 2017, ISBN 978-3-86395-328-7 (univerlag.uni-goettingen.de)
- mit Joachim Funke, Michael Wink: Intelligenz – Theoretische Grundlagen und praktische Anwendungen. Heidelberg University Publishing, Heidelberg 2021, ISSN 2509-7822 doi:10.17885/heiup.hdjbo.2021.1